# كيم هاياشي
كيم هاياشي (بالإنجليزية: Kim Hayashi)‏ هي دراجة أمريكية، ولدت في 27 يناير 1986 في هونولولو في الولايات المتحدة.